# Hi-Ho/Good Bye
"Hi-Ho"/"Good Bye" é o sétimo single do músico japonês hide, lançado em 18 de dezembro de 1996 pela MCA Victor. Alcançou a oitava posição nas paradas da Oricon Singles Chart.
A versão "Beauty & Stupid Tokyo Ska Version", do single anterior "Beauty & Stupid", é executada pela Tokyo Ska Paradise Orchestra. A faixa 3 é uma versão ao vivo de "Pose" gravada no Ginásio Nacional Yoyogi em 20 de outubro de 1996 e o show inteiro foi lançado como o álbum ao vivo Psyence a Go Go em 2008. Em 4 de agosto de 2010, "Hi-Ho"/"Good Bye" foi relançado como segundo lançamento do "The Devolution Project", projeto de lançamento dos onze singles originais de hide em vinil de disco de imagem.

## Faixas
Todas as faixas escritas e compostas por hide, exceto a faixa 2 composta por Tokyo Ska Paradise Orchestra. 
| N.º | Título                                                               | Duração |  |
| 1.  | "Hi-Ho"                                                              | 5:46    |  |
| 2.  | "Beauty & Stupid Tokyo Ska Version"                                  | 4:04    |  |
| 3.  | "Pose" (Ao vivo no Ginásio Nacional Yoyogi em 20 de outubro de 1996) | 5:00    |  |
| 4.  | "Good Bye"                                                           | 3:59    |  |

## Créditos
Créditos retirados das notas do encarte de Psyence.
- hide - vocais, guitarra, baixo
- Satoshi "Joe" Miyawaki (ZIGGY) - bateria em "Hi-Ho"
- Eiki "Yana" Yanagita (ZEPPET STORE) - bateria em "Good Bye"

## Versões cover
Yoshiki, ex-colega de banda de hide no X Japan, fez um cover de "Good Bye" no álbum tributo a hide de 1999, Hide Tribute Spirits. Jamosa fez um cover para o Tribute VI -Female Spirits-, enquanto Zeppet Store gravou uma versão para Tribute VII -Rock Spirits-. Ambos os álbuns foram lançados em 18 de dezembro de 2013. "Good Bye" também foi reproduzida por Cocco para o álbum Tribute Impulse de 6 de junho de 2018.